# Ordine di Tomáš Garrigue Masaryk
L'Ordine di Tomáš Garrigue Masaryk è una delle più alte decorazioni della Repubblica Ceca e dell'ex Cecoslovacchia.

## Storia
Esso venne fondato nel 1990 e rifondato nuovamente nel 1994 alla dissoluzione della Cecoslovacchia. 
Il presidente della Repubblica Ceca attualmente ne detiene il gran magistero e lo concede a quanti si siano distinti all'estero per lo sviluppo della democrazia e per il mantenimento dei diritti umani.
L'Onorificenza è dedicata alla memoria di Tomáš Garrigue Masaryk, primo presidente della Repubblica Cecoslovacca alla nascita dello stato nel 1918.
Per legge è stato stabilito che il presidente della Repubblica Ceca goda dell'insegna di I Classe di quest'ordine, che gli viene riservata a vita.
L'ordine può anche essere concesso "in memoria" per le persone meritevoli scomparse ed è uno dei pochi ordini europei a detenere questa prerogativa.

## Classi
L'Ordine dispone delle seguenti classi di benemerenza:
- Cavaliere di I classe
- Cavaliere di II classe
- Cavaliere di III classe
- Cavaliere di IV classe
- Cavaliere di V classe

| Nastri                |                        |                         |                        |                       |
| Cavaliere di V classe | Cavaliere di IV classe | Cavaliere di III classe | Cavaliere di II classe | Cavaliere di I classe |

Dopo la proclamazione della secessione tra Repubblica Ceca e Repubblica Slovacca, furono cambiate alcune decorazioni sui nastrini:
| Nastri                |                        |                         |                        |                       |
| Cavaliere di V classe | Cavaliere di IV classe | Cavaliere di III classe | Cavaliere di II classe | Cavaliere di I classe |

## Insigniti notabili

### Cecoslovacchia

#### 1991
- Cardinale Josef Beran, in memoriam, I classe
- Josef Čapek, in memoriam, I classe
- Prof. Dr. Václav Černý, in memoriam, I classe
- Rudolf Firkušný, I classe
- Prof. Dr. Milan Hodža, in memoriam, I classe
- JUDr. Milada Horáková, in memoriam, I classe
- JUDr. Janko Jesenský, in memoriam, I classe
- Ing. arch. Dušan Jurkovič, in memoriam, I classe
- Záviš Kalandra, in memoriam, I classe
- Rafael Kubelík, I classe
- Jan Masaryk, Dr.h.c., in memoriam, I classe
- Jan Palach, in memoriam, I classe
- Dr. Ján Papánek, I classe
- Prof. Jan Patočka, in memoriam, I classe
- Ferdinand Peroutka, in memoriam, I classe
- Prof. PhDr. Daniel Rapant, in memoriam, I classe
- Dr. Fedor Ruppeldt, in memoriam, I classe
- Jaroslav Seifert, in memoriam, I classe
- Ing. Rostislav Sochorec, in memoriam, I classe
- PhDr. Milan Šimečka, in memoriam, I classe
- Prof. Svätopluk Štúr, in memoriam, I classe
- Dominik Tatarka, in memoriam, I classe
- Cardinal František Tomášek, I classe
- Jan Zajíc, in memoriam, I classe
- Tomáš Baťa, II classe
- JUDr. Prokop Drtina, in memoriam, II classe
- Rudolf Fraštacký, in memoriam, II classe
- Pavol Peter Gojdič, in memoriam, II classe
- Prof. Dr. Josef Grňa, in memoriam, II classe
- Egon Hostovský, in memoriam, II classe
- Roman Jakobson, in memoriam, II classe
- Jiří Kolář, II classe
- Dr. Jindřich Kolovrat, II classe
- MVDr. Martin Kvetko, II classe
- Reverend Dr. Jan Lang, II classe
- JUDr. Jozef Lettrich, in memoriam, II classe
- Bohuslav Martinů, in memoriam, II classe
- J.E. Dr. Anastáz Opasek, II classe
- Dr. Hubert Ripka, in memoriam, II classe
- Prof. František Schwarzenberg, II classe
- Koloman Sokol, II classe
- Prof. Dr. Jaroslav Stránský, in memoriam, II classe
- Msgr. Jan Šrámek, in memoriam, II classe
- Prof. Dr. Vavro J. Šrobár, in memoriam, II classe
- Jan Zahradníček, in memoriam, II classe
- Dr. Petr Zenkl, in memoriam, II classe
- ThDr. Josef Zvěřina, in memoriam, II classe
- JUDr. Samuel Belluš, III classe
- Dr. Johann Wolfgang Brügel, in memoriam, III classe
- Jan Čep, in memoriam, III classe
- Prof. Dr. Ivo Ducháček, in memoriam, III classe
- Prof. JUDr. Karel Engliš, in memoriam, III classe
- Prof. Jozef Felix, in memoriam, III classe
- Viktor Fischl (Avigdor Dagan), III classe
- PhDr. Bedřich Fučík, in memoriam, III classe
- ThDr. Alexandr Heidler, in memoriam, III classe
- Prof. Václav Hlavatý, in memoriam, III classe
- Vincent Hložník, III classe
- JUDr. Fedor Hodža, in memoriam, III classe
- Vladimír Holan, in memoriam, III classe
- Josef Hora, in memoriam, III classe
- Ota Hora, class III
- Jindřich Chalupecký, in memoriam, III classe
- JUDr. Ján Jamnický, in memoriam, III classe
- Ing. Štefan Janšák, Dr.h.c., in memoriam, III classe
- Prof. PhDr. Zdeněk Kalista, in memoriam, III classe
- Prof. JUDr. Imrich Karvaš, in memoriam, III classe
- PhDr. Božena Komárková, III classe
- Dr. Ing. Ivan Krasko, in memoriam, III classe
- Leopold Lahola, in memoriam, III classe
- PhDr. František Lederer, in memoriam, III classe
- Cyprián Majerník, in memoriam, III classe
- Ivan Medek, III classe
- Václav Neumann, III classe
- JUDr. Jaroslav Pecháček, III classe
- Dr. Přemysl Pitter, in memoriam, III classe
- Prof. Karel Plicka, in memoriam, III classe
- Alfréd Radok, in memoriam, III classe
- Doc. PhDr. Milan Rúfus, CSc., III classe
- Ing. Josef Šafařík, Dr.h.c., III classe
- František Švantner, in memoriam, III classe
- Prof JUDr. Eduard Táborský, III classe
- Doc. Zdeněk Urbánek, III classe
- Jan Vladislav, III classe
- Jiří Weil, in memoriam, III classe
- Otto Wichterle, III classe
- Prof. JUDr. Rudolf Briška, CSc., in memoriam, IV classe
- Prof. RNDr. Oskár Ferianc, DrSc., in memoriam, IV classe
- Ctibor Filčík, in memoriam, class IV
- Doc. PhDr. Alexander Hirner, CSc., in memoriam, IV classe
- Ján Jesenský, in memoriam, IV classe
- Prof. MUDr. Jiří Král, DrSc., IV classe
- Anna Kvapilová, IV classe
- Prof. RNDr. Michal Lukniš, DrSc., in memoriam, IV classe
- Prof. PhDr. Ján Mikleš, CSc., IV classe
- Jarmila Novotná-Daubek, IV classe
- Dr. Gustáv Papp, IV classe
- Bernadeta Pánčiová, IV classe
- Prof. MUDr. RNDr. Bohumil Sekla, DrSc., in memoriam, IV classe
- Ester Šimerová, IV classe
- ThDr. Jan Šimsa, IV classe
- Jaroslav Werstadt, in memoriam, IV classe
- Dr. Ing. Peter Zaťko, in memoriam, IV classe

#### 1992
- JUDr. Ivan Dérer, in memoriam, I classe
- PhDr. Alfred Fuchs, in memoriam, I classe
- Jozef Gregor-Tajovský, in memoriam, I classe
- Prof. PhDr. Kamil Krofta, in memoriam, I classe
- JUDr. Ivan Markovič, in memoriam, I classe
- JUDr. Štefan Osuský, in memoriam, I classe
- JUDr. Lev Sychrava, in memoriam, I classe
- JUDr. Přemysl Šámal, in memoriam, I classe
- Jaroslav Šimsa, in memoriam, I classe
- Fr. Josef Štemberka, in memoriam, I classe
- MUDr. Vladislav Vančura, in memoriam, I classe
- ThDr. Vladimír Pavol Čobrda, in memoriam, II classe
- Vojta Beneš, in memoriam, II classe
- Zdeněk Bořek-Dohalský, in memoriam, II classe
- Fedor Houdek, in memoriam, II classe
- Václav Majer, in memoriam, II classe
- Jozef Országh, in memoriam, II classe
- Prof. PhDr., ThDr. Samuel Štefan Osuský, in memoriam, II classe
- Antonín Pešl, in memoriam, II classe
- Prof. PhDr. Albert Pražák, in memoriam, II classe
- Vojtěch Preissig, in memoriam, II classe
- Prof. PhDr. Emanuel Rádl, in memoriam, II classe
- JUDr. Juraj Slávik, in memoriam, II classe
- Prof. PhDr. Anton Štefánek, in memoriam, II classe
- Prof. PhDr. Jan Uher, in memoriam, II classe
- Ján Ursíny, in memoriam, II classe
- Prof. PhDr. Růžena Vacková, in memoriam, II classe
- Ján Bečko, in memoriam, III classe
- JUDr. Ján Bulík, in memoriam, III classe
- Prof. ThDr. František Dvorník, in memoriam, III classe
- Julius Firt, in memoriam, III classe
- Ing. arch. Vladimír Grégr, in memoriam, III classe
- MUDr. Vlasta Kálalová-Di Lotti, in memoriam, III classe
- Prof. PhDr. František Kovárna, in memoriam, III classe
- MUDr. František Kriegl, in memoriam, III classe
- Prof. MUDr. Božena Kuklová-Štúrová, DrSc., in memoriam, III classe
- Ján Lichner, in memoriam, III classe
- ThDr. Antonín Mandl, in memoriam, III classe
- František Němec, in memoriam, III classe
- JUDr. Josef Palivec, in memoriam, III classe
- JUDr. Josef Patejdl, in memoriam, III classe
- Františka Plamínková, in memoriam, III classe
- Prof. Marie Provazníková, in memoriam, III classe
- Václav Talich, in memoriam, III classe
- ThDr. Štěpán Trochta, in memoriam, III classe
- Květoslava Viestová, in memoriam, III classe
- Františka Zemínová, in memoriam, III classe
- Stanislav Broj, in memoriam, IV classe
- Ludwig Czech, in memoriam, IV classe
- Prof. Josef Ludvík Fischer, in memoriam, IV classe
- PhDr. Želmíra Gašparíková, in memoriam, IV classe
- PhDr. Anna Gašparíková-Horáková, in memoriam, IV classe
- JUDr. Helena Koželuhová, in memoriam, IV classe
- PhDr. Karel Kučera, in memoriam, IV classe
- Zdeněk Němeček, in memoriam, IV classe
- Dr. Ing. Václav Paleček, in memoriam, IV classe
- Ing. arch. Bohumil Přikryl, in memoriam, IV classe
- JUDr. Ladislav Radimský, in memoriam, IV classe
- Bohuslav Reynek, in memoriam, IV classe
- Josef Rotnágl, in memoriam, IV classe
- Evald Schorm, in memoriam, IV classe
- PhDr. Jan Slavík, in memoriam, IV classe
- MUDr. Karel Steinbach, in memoriam, IV classe
- JUDr. Grigorij Žatkovič, in memoriam, IV classe

### Repubblica Ceca

#### 1995
- PhDr. Karel Čapek, in memoriam, I classe
- JUDr. Ladislav Feierabend, in memoriam, I classe
- Mons. ThLic. Karel Otčenášek, I classe
- JUDr. Ladislav Rašín, in memoriam, I classe
- Pavel Tigrid, I classe
- Charles A. Vanik, I classe
- Prof. PhDr. René Wellek, I classe
- Lord Braine of Wheatley, II classe
- Dr. Karel Hrubý, II classe
- František Langer, in memoriam, II classe
- Karel Poláček, in memoriam, II classe
- JUDr. Mojmír Povolný, II classe
- Wolfgang Scheur, II classe
- ThDr. Antonín A. Weber, in memoriam, II classe
- JUDr. Vilém Brzorád, in memoriam, III classe
- Doc. PhDr. Josef Fischer, in memoriam, III classe
- Prof. PhDr. Ladislav Hejdánek, III classe
- PhDr. Zdeněk Rotrekl, III classe

#### 1996
- Jan Opletal, in memoriam, I classe
- JUDr. Rudolf Kirchschläger, I classe
- Juscelino Kubitschek de Oliveira, in memoriam, I classe
- Blahoslav Hrubý, in memoriam, II classe
- JUDr. Antonín Hřebík, in memoriam, II classe
- Milena Jesenská, in memoriam, II classe
- Prof. ThDr. h.c. Dominik Pecka, in memoriam, II classe
- Max van der Stoel, II classe
- JUDr. Jakub Čermín, III classe
- Eugéne V. Faucher, III classe
- JUDr. Viktor Fischl, III classe
- Ing. Slavomír Klaban, CSc., III classe
- Prof. JUDr. PhDr. Radomír Luža, III classe
- P. Anton Otte, III classe
- ThDr. Bohumil Vít Tajovský, III classe
- Ludvík Vaculík, III classe
- Jiří G. Corn, in memoriam, IV classe
- Antonín Remeš, in memoriam, IV classe

#### 1997
- Gorazd, vescovo ortodosso di Boemia e Moravia-Silesia, in memoriam, I classe
- Olga Havlová, in memoriam, I classe
- František Halas, in memoriam, II classe
- Ing. Rudolf Battěk, III classe
- Otta Bednářová, III classe
- JUDr. Jaroslav Drábek, in memoriam, III classe
- Prof. PhDr. Josef Fišera, III classe
- Ing. Richard Glazar, III classe
- Mons. ThDr. Oto Mádr, III classe
- Prof. PhDr. Radim Palouš, CSc., III classe
- Karel Pecka, in memoriam, III classe
- Colonel (ret.) Luboš Hruška, V classe
- Dagmar Skálová, V classe

#### 1998
- Zbigniew Brzezinski, PhD., I classe
- Jeanne J. Kirkpatrick, PhD., I classe
- Henry A. Kissinger, PhD., I classe
- Jaroslav Kvapil, in memoriam, II classe
- Prof. Dr. Mikuláš Lobkowicz, II classe
- PhDr. Václav Renč, in memoriam, II classe
- Dr. Richard Belcredi, III classe
- JUDr. Stanislav Drobný, III classe
- Prof. Viktor M. Fic, III classe
- Emil Filla, in memoriam, III classe
- Mons. ThDr. Antonín Huvar, III classe
- JUDr. Václav Hyvnar, III classe
- Vlasta Chramostová, III classe
- Rudolf Karel, in memoriam, III classe
- Major General Jaroslav Kašpar-Pátý, in memoriam, III classe
- JUDr. Jiří Kovtun, III classe
- Prof. ThDr. Jan Milíč Lochman, III classe
- Mons. Václav Malý, vescovo ausiliare di Praga, III classe
- doc. Jaroslav Opat, DrSc., III classe
- PhDr. Vilém Prečan, III classe
- Vladimír Sís, in memoriam, III classe
- Prof. ThDr. Ing. Jakub S. Trojan, III classe
- Emanuel Viktor Voska, in memoriam, III classe
- Marie Dubinová, IV classe
- Zdena Mašínová, in memoriam, IV classe
- Prof. PhDr. Jaroslav Mezník Csc., IV classe
- Dr. Jaromír Šavrda, in memoriam, IV classe
- Prof. Dr. Tomáš Špidlík, IV classe
- Bedřich Utitz, IV classe
- Nicholas Winton, IV classe

#### 1999
- S. E. Josef Karel Matocha, PhDr. ThDr. arcivescovo di Olomouc, in memoriam, I classe
- JUDr. Oldřich Černý, III classe
- PhDr. Přemysl Janýr, in memoriam, III classe

#### 2000
- Rudolf Jílovský, in memoriam, II classe
- Ing. Josef Lux, in memoriam, II classe
- Prof. Dr. Jiří Horák, III classe
- Prof. PhDr. Milan Machovec, DrSc., III classe
- Prof. Dr. Michael Novak, III classe
- JUDr. Ing. Jaroslav Musial, IV classe
- Prof. PhDr. Miloš Tomčík, DrSc., IV classe
- Prof. Dr. Hans Dieter Zimmermann, IV classe

#### 2001
- Prof. Robert Badinter, I classe
- Ryszard Siwiec, in memoriam, I classe
- Vojtěch Dundr, in memoriam, II classe
- Prof. JUDr. Václav Chytil, in memoriam, III classe
- Jindřich Vaško, in memoriam, III classe
- Barbara Coudenhove-Kalergi, IV classe
- Mons. ThDr. PhDr. Karel Vrána, IV classe
- P. František Lízna, SJ., V classe

#### 2002
- S. E. Cardinale Miloslav Vlk, arcivescovo di Praga, II classe
- Luboš Dobrovský, III classe
- PhDr. Richard Feder, in memoriam, III classe
- JUDr. Zdeněk Kessler, III classe
- Jacques Rupnik, III classe
- Karel Jan Schwarzenberg, III classe
- Karol Efraim Sidon, Rabbino di Praga e Capo Rabbino della Repubblica Ceca, III classe
- Mgr. Pavel Smetana, moderatore della Chiesa evangelica dei fratelli boemi, III classe
- JUDr. Dagmar Burešová, IV classe
- JUDr. Ladislav Lis, in memoriam, IV classe

#### 2003
- Václav Havel, I classe (conferita dal parlamento)
- Mary Robinson, I classe
- Willy Spühler, in memoriam, I classe
- Elena Bonnėr, II classe
- Sergej Adamovič Kovalëv, II classe
- Luisa Abrahams, III classe
- Miroslav Kusý, III classe
- PhDr. Emil Ludvík, III classe
- JUDr. Lubomír Voleník, in memoriam, III classe
- Adam Michnik, III classe
- JUDr. Antonín Sum, CSc., III classe
- Mons. ThDr. Jaroslav Škarvada, III classe
- Antje Vollmer, III classe

#### 2004
- Colonnello (ret.) Arnošt Kubík, III classe
- Tenente generale Ing. Tomáš Sedláček, III classe
- Colonnello Otokar Vinklář, III classe
- Frà Josef Zlámal, Priore del Sovrano Militare Ordine di Malta, III classe

#### 2005
- Brigadier General (ret.) MUDr. Josef Hercz, I classe
- Major General (ret.) Stanislav Hlučka, I classe
- P. Martin František Vích, III classe

#### 2006
- MUDr. Naděžda Kavalírová, I classe
- Brigadier General (ret.) Miroslav Štandera, I classe
- Matylda Čiháková, II classe
- Capitano Václav Kojzar, in memoriam , II classe
- Mgr. Michael Josef Pojezdný, II classe
- Mons. Prof. ThDr. Karel Skalický, IV classe

#### 2007
- Vladimír Bystrov, II classe
- Jiří Formánek, II classe
- František Zahrádka, III classe

#### 2008
- Jakub Blacký, II classe
- Bohuslav Bubník, II classe
- Jan Graubner, II classe
- Josef Lesák, II classe
- Jaroslav Grosman, III classe
- František Wiendl, III classe

#### 2009
- Anděla Dvořáková, I classe
- Ing. František Šedivý, II classe
- Josefína Napravilová, III classe
- Msgre. Josef Veselý, III classe
- Dr. Pavel Žák, IV classe

#### 2010
- JUDr. Jan Haluza, II classe
- Julie Hrušková, II classe
- Jan Janků, II classe
- Josef Vlček, II classe

#### 2011
- PhDr. Dagmar Lieblová, II classe
- Karel Páral, II classe
- Anna Magdalena Schwarzová, II classe
- Marie Škarecká, II classe
- Vladimír Lopaťuk, III classe
- Ladislav Suchomel, III classe
- Ing. František Suchý, III classe

#### 2012
- Leopold Färber
- Mons. Karel Fořt
- pplk. Jaromír Jarmara
- JUDr. Josef Plocek
- RNDr. Hubert Procházka
- Drahomíra Strouhalová

#### 2013
- prof. Erazim Kohák, I classe
- Jiří Suchý, I classe

#### 2014
- Eduard Harant, I classe
- Hana Hegerová, I classe
- Karel Kryl, in memoriam, I classe
- Miroslav Zikmund, I classe

#### 2015
- František Kriegel

#### 2016
- Hanuš Holzer, in memoriam, I classe
- prof. Ing. Valtr Komárek DrSc., in memoriam, I classe
- doc. Jan Kačer, IV classe

#### 2017
- Petr Beck
- Charles Richard Crane, in memoriam
- prof. Jože Plečnik, in memoriam

#### 2018
- Giuseppe Leanza, I classe[1]
- Rajko Doleček, in memoriam, I classe
- Martin Filipec, I classe

#### 2019
- Jan Jelínek, in memoriam